# Консепт 2000 спектрум 6
Concept 2000 Spectrum 6 (Spectrum 6) је конзола за игру фирме Concept 2000 која се производила у Аустралији.
Користила је National Semiconductor 57105N микропроцесорску јединицу.

## Детаљни подаци
Детаљнији подаци о конзоли Spectrum 6 су дати у табели испод.
|                       |                                         |
| [ 1 ]                 |                                         |
| Произвођач            |                                         |
| Тип                   | играчка конзола                         |
| Меморија              |                                         |
| Поријекло             | Аустралија                              |
| Година                |                                         |
| Тастатура             | 2 палице са једним дугметом, избор игре |
| Процесор              |                                         |
| Фреквенција процесора |                                         |
| RAM                   |                                         |
| ROM                   |                                         |
| Текст                 |                                         |
| Графика               |                                         |
| Боја                  | да                                      |
| Звук                  | преко телевизорског звучника            |
| Димензије             | 21 фунта                                |
| Портови               |                                         |
| Оперативни систем     |                                         |